# Heilig Hartbeeld (Blokker)
Het Heilig Hartbeeld is een standbeeld in de Noord-Hollandse plaats Blokker. Het beeld is gemaakt door Johannes Petrus Maas in Haarlem. 

## Achtergrond
Pastoor Ammerlaan vierde in 1922 zijn veertigjarig priesterjubileum. Hij kreeg als cadeau van de parochianen het Heilig Hartbeeld aangeboden, dat werd geplaatst in de tuin voor de Michaëlskerk. Na 1966 is op deze plek een plein gekomen en is het beeld naar de achterzijde van de begraafplaats gebracht. Sinds 6 juni 2006 is het beeld een gemeentelijk monument, net als het hardstenen kruis en het priestergraf die beide aan de voorkant van de begraafplaats staan.

## Beschrijving
Het beige kalkstenen beeld toont een staande Christusfiguur, van ongeveer 1,90 hoog, gekleed in gedrapeerd gewaad. Hij houdt zijn beide handen, met daarin de stigmata, uitnodigend gestrekt. Op zijn borst is het Heilig Hart zichtbaar. Het beeld staat op een hoge sokkel, met op de voorzijde een plaquette met de tekst 

GELOOFD
ZIJ
JEZUS CHRISTUS

.
De sokkel waarop het beeld staat is van hardsteen. Op de inspringende hoeken van de basis zijn vier paaltjes aangebracht. De paaltjes zijn zo gevormd dat zij het aangezicht hebben van een Latijns kruis. De basis van de paaltjes is vierkant, de schacht achthoekig en onder de top wederom een vierkant deel.